# Durston (Somerset)
Pour les articles homonymes, voir Durston.
Durston est une paroisse civile et un village du Somerset, en Angleterre.